# 白氏拟鼻螺
白氏拟鼻螺（学名：Pseudosimnia whitworthi）为梭螺科的海螺物种。舊屬拟鼻螺属，今屬得米梭螺属（Diminovula）。

## 分佈
分布于日本、菲律宾以及中国大陆的福建到南海等地，营寄生生活，寄主为腔肠动物的大棘鸡头（Dendronephthya gigantea）和罕氏棘鸡头（Dendronephthya habereri）。该物种的模式产地在日本紀伊半島海域。

## 外部連結
- 維基物種上的相關：白氏拟鼻螺